# Encelia
Encelia é um género botânico pertencente à família Asteraceae.